# ロマン・セブルレ
ロマン・セブルレ（Roman Šebrle、1974年11月26日 - (ロマン・シェブルレとも)）は、チェコ共和国の陸上競技選手。身長185cm・体重86kg
クラブチームであるデュクラ・プラハに所属する。最初に走高跳に挑戦した後、十種競技と七種競技に挑戦した。
2001年に十種競技で9026ポイントの世界記録を達成。史上初めて9000ポイント以上の得点を達成する。2年前に彼のチームメイトであるトマシュ・ドヴォルザークが8994ポイントの世界記録を達成したばかりだった。なお、9026ポイントの内訳は、100m走10s64で1位942ポイント、走幅跳8m11で1位1089ポイント、砲丸投15m33で3位810ポイント、走高跳2m12で1位915ポイント、400m走47s79で3位919ポイント、110mH13s92で1位985ポイント、円盤投47m92で2位827ポイント、棒高跳4m80で3位849ポイント、やり投70m16で1位892ポイント、1500m走4m21s98で2位798ポイントとなっている。
2000年シドニーオリンピックの十種競技で銀メダルを獲得した後、2004年アテネオリンピックでは金メダルを獲得する。2008年北京オリンピックは6位に終わった。

## 競技結果
- 1997年世界陸上選手権、アテネ（ギリシャ） - 十種競技 - 9位
- 1998年ヨーロッパ陸上競技選手権大会、ブダペスト（ハンガリー） - 十種競技 - 6位
- 1998年ヨーロッパ室内陸上競技選手権大会、バレンシア（スペイン） - 七種競技 - 棄権
- 1999年世界室内陸上競技選手権大会、 前橋（日本） - 七種競技 - 3位
- 1999年世界陸上選手権、セビリャ（スペイン） - 十種競技 - 棄権
- 2000年シドニーオリンピック、シドニー（オーストラリア） - 十種競技 - 2位
- 2000年ヨーロッパ室内陸上競技選手権大会、ヘント（ベルギー） - 七種競技 - 2位
- 2001年世界室内陸上競技選手権大会、リスボン（ポルトガル） - 七種競技 - 1位
- 2002年ヨーロッパ室内陸上競技選手権大会、ウィーン（オーストリア） - 七種競技 - 1位
- 2002年ヨーロッパ陸上競技選手権大会、ミュンヘン（ドイツ） - 十種競技 - 1位 (8800ポイント)
- 2003年世界室内陸上競技選手権大会、バーミンガム（イギリス） - 七種競技 - 3位
- 2003年世界陸上選手権、パリ（フランス） - 十種競技 - 2位
- 2004年世界室内陸上競技選手権大会、ブダペスト（ハンガリー） - 七種競技 - 1位 (6438 points)
- 2004年アテネオリンピック、アテネ（ギリシャ） - 十種競技 - 1位 (8893ポイント)
- 2005年世界陸上選手権、ヘルシンキ（フィンランド） - 十種競技 - 2位
- 2006年ヨーロッパ陸上競技選手権大会、イェーテボリ（スウェーデン） - 十種競技 - 1位 (8526ポイント)
- 2007年世界陸上選手権、大阪（日本） - 十種競技 - 1位 (8676ポイント)
- 2008年北京オリンピック、北京（中国） - 十種競技 - 6位 (8241ポイント)
- 2009年世界陸上選手権、ドイツ（ベルリン） - 十種競技 - 11位 (8266ポイント)
- 2011年世界陸上選手権、大邱（韓国） - 十種競技 - 14位 (8069ポイント)
- 2012年ロンドンオリンピック、ロンドン（イギリス） - 十種競技 - 棄権